# Dragi Deo
Dragi Deo (cyr. Драги Део) – wieś w Serbii, w okręgu toplickim, w mieście Prokuplje. W 2011 roku liczyła 39 mieszkańców.